# Diversidad sexual en Burkina Faso
Las personas LGBT en Burkina Faso se enfrentan a ciertos desafíos legales y sociales no experimentados por otros residentes. La homosexualidad es legal, no obstante, las personas pertenecientes al colectivo LGBTI son víctimas de discriminación social bajo el amparo de fuertes creencias religiosas. Actualmente las uniones matrimoniales, y las uniones civiles, de personas del mismo sexo no están reconocidas.
En el año 2013 tuvieron lugar manifestaciones públicas anti-LGBT y declaraciones difamatorias por parte de propios miembros del gobierno. Existen también pruebas de abusos físicos a miembros del colectivo que no han sido castigados o perseguidos por el aparato legal y judicial de Burkina Faso.

## Unión y familia
Burkina Faso define el matrimonio como entre un hombre y una mujer. El artículo 23 de la Constitución de la del país 1991 afirma:

El matrimonio se funda en el libre consentimiento del hombre y de la mujer. Cualquier discriminación basada en la raza, color, religión, etnia, casta, origen social, o la fortuna está prohibida en la materia de casamiento

## Legalidad y edad de consentimiento
Las relaciones homosexuales masculinas como femeninas siempre han sido legales en Burkina Faso, no obstante la edad de consentimiento es igual a la heterosexual desde 1996.

## Aceptación social
Burkina Faso es uno de los países más homófobos de África, siendo un 5% de su población la que dice que no le molestaría tener un vecino homosexual.